# Offene Schleife
Als offene Schleife (auch offener Kreis oder offener Regelkreis genannt) bezeichnet man in der Regelungstechnik die Verkettung von Reglern und Regelstrecken und Rückkopplung. Die Rückkopplung wirkt noch nicht (ist also noch nicht „geschlossen“) und wird separat betrachtet. 
Das Übertragungsverhalten von linearen Regelkreissystemen wird allgemein mittels Differentialgleichung dargestellt. Eine große Vereinfachung der Berechnung der Systeme ergibt sich dann, wenn die Lösung der Differentialgleichung nicht im Zeitbereich, sondern im Bildbereich (s-Bereich) mittels Laplace-Transformation vorgenommen wird. 

## Weblink
Renate Horst: Motorisches Strategietraining und PNF in der Google-Buchsuche